# 카논 (음악)

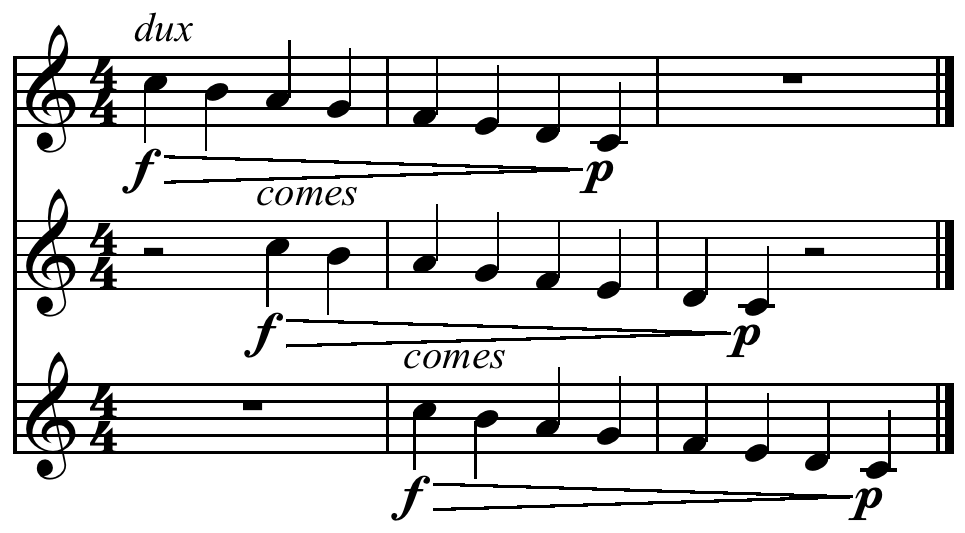

카논(Canon←고대 그리스어: κανών을 라틴어화한 것)은 한 성부가 주제를 시작한 뒤 다른 성부에서 그 주제를 똑같이 모방하면서 화성 진행을 맞추어 나가는 대위적인 서양 고전 음악 악곡의 형식이다. 어원적으로는 '법칙', '규칙'을 뜻하는 그리스어에서 유래한다.

## 특징
카논은 모방 대위법 중에서 가장 엄격한 규칙에 따라 만들어지는 악곡이다. 카논은 14세기에 시작되어 17세기경까지 성하였으나, 그 후로는 주로 작곡상의 한 수법으로 악곡의 일부분에서 많이 이용된다. 카논은 그 모방하는 식에 따라 '평행 카논', '반행 카논', '역행 카논', '확대 카논', '축소 카논', '유한 카논', '무한 카논' 등 여러 가지 종류가 있다. '돌림노래'는 가장 간단한 무한 카논이다. 가장 간단하면서 친숙한 예로 《동네 한 바퀴》와 같은 돌림노래가 있다.

## 대선율의 종류
- 단순 모방 - 주제를 그대로 모방하는 것이다. 보통 위나 아래로 옥타브 또는 다른 음정의 차이를 두고 시작한다.
- 축소와 확장 - 주제를 시간을 2배 빠르거나 느리게 하여 연주하는 것이다.
- 전위 - 주제를 뒤집어서 연주하는 것이다. 예를 들어 주제가 위로 2도 올라가는 선율이라면 대선율은 아래로 2도 내려간다.
- 역행 - 주제의 시간 순서를 거꾸로 해서 연주하는 것이다.[2]

## 같이 보기
- 파헬벨의 카논